# Білокінь Євгеній Юрійович
Євгеній Юрійович Білокінь (нар. 16 червня 1998, Полтава, Україна) — український футболіст, півзахисник аматорського польського клубу «Проховічанка» (Проховіце).

## Життєпис
Євген Білокінь народився у Полтаві. Футболом почав займатися у місцевій ДЮСШ ім. Горпинка (перший тренер — Олег Моргун). У Чемпіонаті ДЮФЛУ грав за «Дніпро», ДЮСШ ім. І. Горпинка (Полтава) та маріупольський «Іллічівець». У сезоні 2015/16 років виступав за «Іллічівець» у чемпіонаті України U-19 (28 матчів, 1 гол).
У сезоні 2016/17 років був заявлений за першу команду «Іллічівця», яка того сезону стала переможцем Першої ліги чемпіонату України. Проте в чемпіонаті того сезон Євгеній не зіграв жодного поєдинку. Дебютував за першу команду маріупольців 10 серпня 2016 року в переможному (1:0) виїзному поєдинку 2-го попереднього раунду кубку України проти ФК «Суми». Білокінь вийшов на поле на 68-й хвилині, замінивши Антона Маленка. Проте більшу частину сезону провів у другій команді маріупольців, за яку дебютував 24 липня 2016 року в програному (0:6) виїзному поєдинку 1-го туру Другої ліги проти винниківського «Руху». Євгеній з капітанською пов'язкою вийшов на поле в стартовому складі та відіграв увесь матч. Дебютними голами за другу команду «азовців» відзначився 15 серпня 2016 року на 18-й та 89-й хвилинах переможного (4:2) домашнього поєдинку 4-го туру Другої ліги проти білоцерківського «Арсеналу-Київщина». Білокінь вийшов на поле в стартовому складі та відіграв увесь матч. За підсумками сезону Євген зіграв у футболці «Іллічівця-2» 25 матчів та відзначився 5-ма голами. У 2018 році, в зв'язку виходом до Вищого дивізіону та необхідністю заявити молодіжну та юнацьку команди в змаганнях під егідою Прем'єр-ліги, «Іллічівець-2» було перетворено в «Маріуполь U-21». Надалі команда виступала вже в молодіжному чемпіонаті України. Частина гравців, яка відповідала віковим вимогам для виступів у цій команді, була переведена до її складу. Серед цих гравців був Євгеній Білокінь, який надалі переважно виступав за цю команду.
Сезон 2017/18 років розпочав у молодіжній команді. Проте шанс проявити себе в Прем'єр-лізі Євгеній отримав. Напередодні матчу з донецьким «Шахтарем» ціла група орендованих у «гірників» гравців основного складу маріупольців не могла зіграти в поєдинку проти донецького клубу. Для вирішення кадрових проблем було залучено гравців молодіжної команди. 18 березня 2018 року в програному (0:3) виїзному поєдинку 24-го туру Прем'єр-ліги проти «Шахтаря» на 88-й хвилині Білокінь вийшов на поле, замінивши Максима Білого. Того сезону Євгеній зіграв ще 1 поєдинок, з донецьким «Шахтарем» в рамках 29-го туру Прем'єр-ліги, який відбувся 27 квітня 2018 року. Вперше в стартовому складі «городян» вийшов на поле вже в наступному чемпіонаті, 1 вересня 2018 року в програному (0:2) виїзному поєдинку 7-го туру Прем'єр-ліги проти «Шахтаря». Білокінь відіграв на полі увесь матч. Усього в 2018—2019 роках зіграв в УПЛ 6 матчів за «Маріуполь», причому всі 6 — проти «Шахтаря».
2 серпня 2019 року став гравцем харківського «Металіста 1925» на правах оренди з «Маріуполя». Дебютував у складі «жовто-синіх» 3 серпня в матчі Першої ліги проти «Балкан» (0:0), вийшовши на заміну на 82-ій хвилині замість Ярослава Дехтяренка.